# Čačėrsk
Čačėrsk (in bielorusso Чачэрск?; in russo Чечерск?, Čečersk) è un comune della Bielorussia, situato nella regione di Homel'.